# Сьцекі (Лодзинське воєводство)
Сьцекі (пол. Ścieki) — село в Польщі, у гміні Рава-Мазовецька Равського повіту Лодзинського воєводства.
Населення — 171 особа (2011).
У 1975-1998 роках село належало до Скерневицького воєводства.

## Демографія
Демографічна структура станом на 31 березня 2011 року:
|          | Загалом | Допрацездатний вік | Працездатний вік | Постпрацездатний вік |
| -------- | ------- | ------------------ | ---------------- | -------------------- |
| Чоловіки | 87      | 16                 | 61               | 10                   |
| Жінки    | 84      | 18                 | 48               | 18                   |
| Разом    | 171     | 34                 | 109              | 28                   |